# 클램베이크
클램베이크(영어: clambake) 또는 뉴잉글랜드 클램베이크(영어: New England clambake)는 미국 뉴잉글랜드 지역의 해산물 요리이다. 바닷가재나 게 등 갑각류 및 가리비, 담치, 우럭, 백합 등 조개류를 옥수수, 감자, 당근, 양파 등의 채소와 함께 쪄 내는 음식이다.

## 같이 보기
- 항이